# Pozo-Lorente
Pozo-Lorente ist ein Ort und eine Gemeinde (municipio) mit 386 Einwohnern (Stand: 2024) im Osten der Provinz Albacete in der Autonomen Region Kastilien-La Mancha im Südosten Spaniens. Sie ist Teil der Comarca La Manchuela. 

## Lage und Klima
Pozo-Lorente liegt etwa 38 Kilometer (Fahrtstrecke) ostnordöstlich der Provinzhauptstadt Albacete in einer Höhe von ca. 700 m. Das Klima im Winter ist gemäßigt, im Sommer dagegen warm bis heiß; die eher geringen Niederschlagsmengen (ca. 403 mm/Jahr) fallen – mit Ausnahme der nahezu regenlosen Sommermonate – verteilt übers ganze Jahr.

## Bevölkerungsentwicklung
| Jahr      | 1970 | 1981 | 1991 | 2001 | 2011 | 2021 |
| Einwohner | 834  | 560  | 543  | 475  | 449  | 391  |

## Sehenswürdigkeiten
- Annenkirche (Iglesia de Santa Ana)
- Christuskapelle

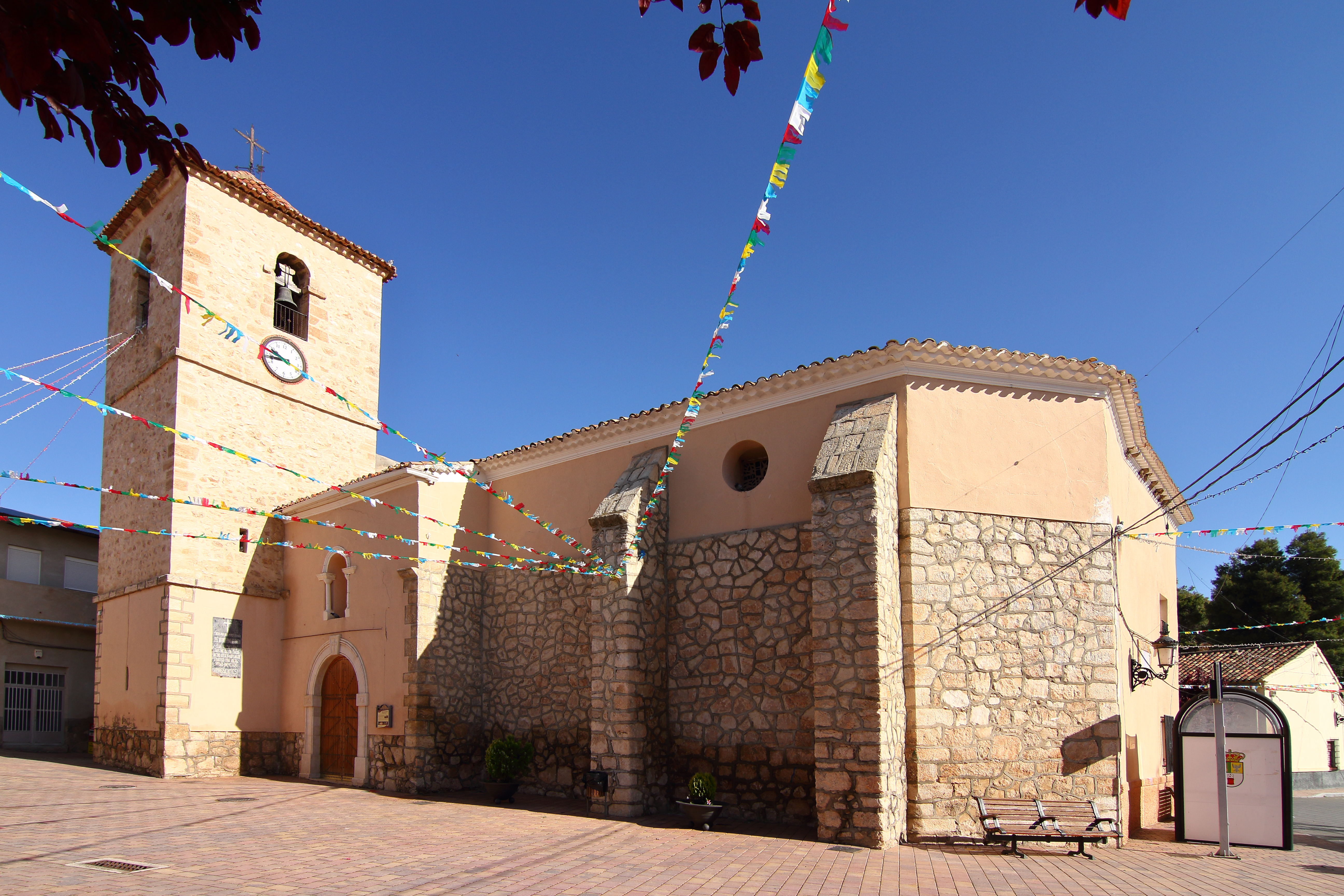
Annenkirche
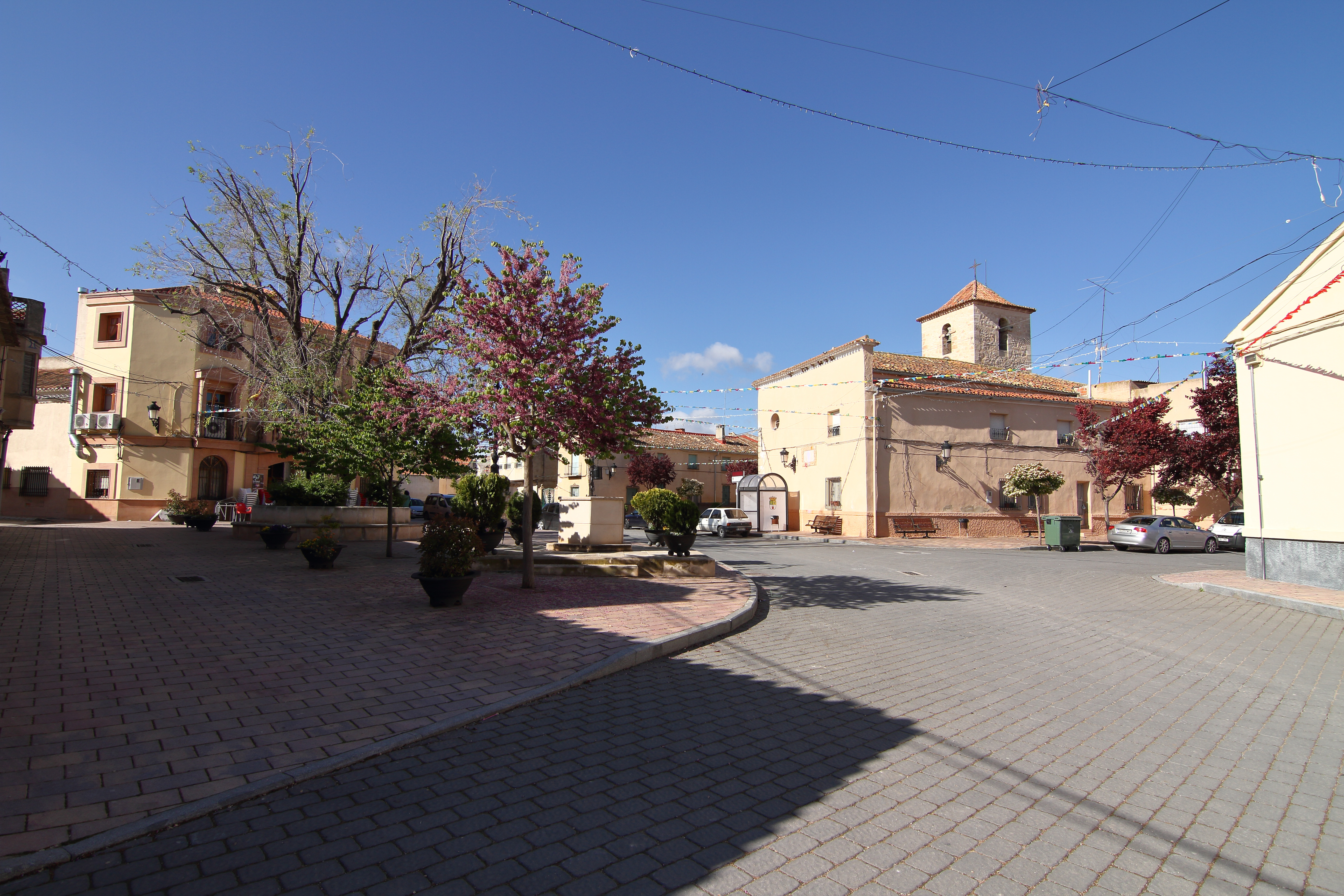
Platz mit Rathaus und Kirche